# Jouhe
Jouhe ist eine französische Gemeinde mit 537 Einwohnern (Stand 1. Januar 2022) im Département Jura in der Region Bourgogne-Franche-Comté; sie gehört zum Arrondissement Dole, zum Kanton Authume und zum Kommunalverband Grand Dole.

## Geografie
Jouhe liegt im Nordwesten des Départements Jura auf einer mittleren Höhe von 272 Metern über dem Meeresspiegel etwa 35 Kilometer südöstlich von Dijon, dem Sitz der Präfektur des Départements Côte-d’Or, und 5 Kilometer nördlich von Dole, dem Sitz der Unterpräfektur des Arrondissements Dole, nördlich des Berges Mont Roland. Das Gemeindegebiet hat eine Fläche von 5,96 Quadratkilometern und wird vom Flüsschen Vèze durchquert, das zur Saône entwässert.

## Geschichte
Die Kapelle Notre-Dame auf dem Mont Roland war im Mittelalter ein Wallfahrtsort. Zur gleichen Zeit gab es eine Benediktiner-Priorei in Jouhe, der die Ortschaft unterstand. Die Priorei wurde im April 1790 im Zuge der Französischen Revolution (1789–1799) aufgelöst.
1793 erhielt Jouhe durch die Französische Revolution den Status einer Gemeinde und 1801 durch die Verwaltungsreform unter Napoleon Bonaparte (1769–1821) das Recht auf kommunale Selbstverwaltung. Am meisten Einwohner (669) hatte die Gemeinde 1836, seit dem Ende des 19. Jahrhunderts sank die Einwohnerzahl. Am wenigsten Einwohner (315) hatte die Gemeinde 1962. Ab den 1980er Jahren stieg die Einwohnerzahl wieder an.

## Bevölkerungsentwicklung
| Jahr                       | 1962 | 1968 | 1975 | 1982 | 1990 | 1999 | 2010 | 2017 |
| Einwohner                  | 315  | 372  | 316  | 398  | 359  | 437  | 569  | 563  |
| Quellen: Cassini und INSEE |      |      |      |      |      |      |      |      |

## Kultur und Sehenswürdigkeiten
Der Chor der Pfarrkirche Saint-Pierre stammt aus dem 16. Jahrhundert, das Kirchenschiff wurde 1749 erneuert. Die Kirche gehörte nicht zu der alten Priorei. In der Kirche befindet sich eine Kanzel aus dem 18. Jahrhundert, die mit Reliefs verziert ist. Sie wurde 1957 als Monument historique (‚historisches Denkmal‘) klassifiziert. Denkmalgeschützte Gemälde in der Kirche sind sechs Votivbilder aus dem 17. und 18. Jahrhundert, ein Gemälde, das auf das Jahr 1700 datiert wird und die Beendigung des Schismas von Anaklet II. durch Bernhard von Clairvaux darstellt, und ein Gemälde das Giuseppe Passeri (1654–1714) zugeschrieben wird und den Einzug Bernhards in Cîteaux zeigt. Mehrere Statuen sind ebenfalls als Monument historique eingestuft, darunter acht Statuen aus dem 18. Jahrhundert, zwei Statuen aus dem 16. Jahrhundert und eine Statue der Jungfrau mit dem Kinde aus dem 12. Jahrhundert. Die Statue wurde 1789 aus der Kapelle Notre-Dame auf dem Mont Roland geholt, um sie vor der Zerstörung durch Revolutionäre zu bewahren. Es handelt sich dabei um die älteste Pilgerstatue ihrer Art im Département Jura. 
In der Kapelle Notre-Dame befindet sich ein Gemälde von 1631, das einen Adeligen darstellt, der vor der Statue der Jungfrau mit dem Kinde kniet, es wurde 1975 als Monument historique klassifiziert.
Von der Burg von Jouhe ist nur ein Turm aus dem 14. Jahrhundert erhalten.
|  |  |

## Infrastruktur
Südlich des Ortskerns von Jouhe verläuft die Autoroute A36, genannt La Comtoise, die hier gleichzeitig die Europastraße 60 ist. Der nächste Bahnhof befindet sich in Dole. Der nächste Flughafen ist der Flughafen Dole-Jura, der 12,3 Kilometer entfernt ist. Er liegt auf den Gemeindegebieten von Tavaux und Gevry.
Es gibt eine Grundschule in Jouhe. Die Gebäude der ehemaligen Priorei werden heute durch das 1929 gegründete Internat Les Cèdres genutzt.

## Persönlichkeiten
- Beatrix von Burgund (1140–1184), zweite Ehefrau des Kaisers Friedrich Barbarossa; ihr Grabmal befand sich in der ehemaligen Priorei.[8]